# Lazariánský kříž (znak)

Lazariánský kříž

Lazariánský kříž (zelený osmihrotý kříž na stříbrném poli) je znakem Vojenského a špitálního řádu sv. Lazara Jeruzalémského.

## Popis
Symbol lazariánského kříže tradičně používá Vojenský a špitální řád sv. Lazara Jeruzalémského. Do roku 1480 byl používán zpočátku řecký, později latinský kříž, jehož čtvercové konce byly stále více stylizovány. Roku 1578 dal svému Řádu velmistr François Salviatti v Boigny zelený lazariánský kříž. Řád byl v minulosti dočasně podřízen johanitům a vlivem velmistra Jeana de Levis, který byl současně johanitou, došlo v 16. století ke změně řádového symbolu. Lazariáni přijali osmihrotý kříž (dle heraldické terminologie maltézský kříž) johanitů, ale v zelené barvě. Původ zelené barvy pochází z dob starověkého Říma, kdy Římané tuto barvu považovali za barvu lékařství a naděje.
Znak zeleného lazariánského kříže využívají také pobočné organizace řádu, jako např. Lazariánská pomoc, tradičně je součástí symboliky italského Řádu svatých Mořice a Lazara.
Lazariánský kříž je osmihrotý maltézský kříž se všemi rameny stejně dlouhými. Podle tradice špičky kříže symbolizují osm novozákonních blahoslavení. Čtyři ramena kříže navíc symbolizují čtyři křesťanské ctnosti: moudrost, spravedlnost, mravní sílu a statečnost. Forma kříže se během doby měnila, zpodobnění osmi biblických novozákonních blahoslavenství ve spiritualitě rytířských řádů zůstalo zachováno do dnešní doby. Osmihrotý maltézský kříž se postupem času stal symbolem rytířských ctností a celá řada insignií a symbolů různých řádů a vyznamenání z něj vychází. Johanité užívají stříbrný osmihrotý kříž v červeném poli, bílý osmihrotý kříž je odznakem švédského Řádu polární hvězdy, červený je odznakem španělského řádu Isabely Katolické.
Řecký zelený kříž se v moderní době stal symbolem lékařství a lékáren.